# Enna
För andra betydelser, se Enna (olika betydelser).
Enna (latin: Henna eller Haenna, sicilianska: Castrugiuvanni) är en kommun och huvudort i kommunala konsortiet Enna, innan 2015 provinsen Enna, i regionen Sicilien i Italien. Enna gränsar till kommunerna Agira, Aidone, Assoro, Calascibetta, Caltanissetta, Gangi, Leonforte, Nissoria, Piazza Armerina, Pietraperzia, Santa Caterina Villarmosa, Valguarnera Caropepe och Villarosa.